# La Main de Thrawn
La Main de Thrawn (titre original : The Hand of Thrawn) est un ensemble de deux romans de science-fiction écrits par Timothy Zahn et placés dans l'univers étendu de Star Wars. Ces livres prennent la suite de l'histoire commencée par l'auteur dans Vol vers l'infini et poursuivie dans Allégeance, Choix décisifs, L'Héritier de l'Empire, La Bataille des Jedi  et L'Ultime Commandement. 

## Résumé
10 ans après la  brillante tentative de reconquête impériale menée par le Grand Amiral Thrawn, l'Empire n'est plus que l'ombre de lui-même. Relocalisé sur Bastion et une infime partie de son ancien territoire, il s'est réorganisé en Vestiges de l'Empire et, devant la dure réalité de la défaite impériale définitive, l'Amiral Gillad Pellaeon, Suprême Commandeur des Forces Impériales et ancien second de Thrawn, se prépare à mettre pour de bon un terme aux hostilités avec l'Alliance Rebelle, devenue la Nouvelle République, dans l'espoir que les Vestiges de l'Empire puissent conserver leur territoire et leur autonomie. Alors que la paix galactique semble enfin à portée de main, des radicaux de l'Empire décident de jouer un ultime coup de poker, en faisant croire au retour du légendaire Grand Amiral afin de galvaniser les troupes impériales et d'effrayer les mondes républicains. 
Mais cette tentative passe presque inaperçue à côté du gigantesque scandale qui secoue la Nouvelle République: plusieurs décennies auparavant, l'Empire a attaqué et détruit la planète Camaas, ainsi que son peuple pacifique, les Camaasi; or, la princesse Leia à découvert un document incomplet impliquant nommément les Bothans dans le génocide, sans donner de nom précis toutefois, ce qui plonge la Nouvelle République dans la division - entre d'une part, ceux qui veulent faire payer les Bothans pour leur rôle dans ce crime sans précédent; et d'autre part ceux qui estiment que le peuple Bothan n'a pas à payer pour les actes de quelques-uns et qu'il faut pardonner, ou du moins, découvrir l'identité des coupables et ne faire payer que ceux-ci - et les vieilles rivalités profitent de cette crise pour s'exacerber; se cristalliser et se déchaîner. Si les héros républicains ne trouvent pas le "Document de Camaas" complet, la seule issue sera la guerre civile et un bain de sang comme personne n'en a jamais vu.

## Chronologie
1. Le Spectre du passé (Specter of the Past) - 19 ap. BY.
2. Vision du futur (Vision of the Future) - 19 ap. BY.

## Le Spectre du passé
Le Spectre du passé est publié sous son titre original, Specter of the Past, aux États-Unis par Bantam Spectra le 3 novembre 1997,. Il est traduit en français par Jean-Marc Toussaint et publié par les éditions Presses de la Cité le 25 février 1999, avec alors 538 pages,.

## Vision du futur
Vision du futur est publié sous son titre original, Vision of the Future, aux États-Unis par Bantam Spectra le 1er septembre 1998,. Il est traduit en français par Gérard Haren et publié par les éditions Presses de la Cité le 21 octobre 1999, avec alors 609 pages,.